# Шмагины
Шмагины — деревня в Слободском районе Кировской области в составе Шиховского сельского поселения.

## География
Находится на расстоянии примерно 10 км на восток-северо-восток от Нового моста через Вятку (в городе Киров) на левом берегу Пантелеевского пруда.

## История
Известна с 1671 года как деревня Машковцова с 1 двором, в 1764 с 79 жителями. В 1873 году деревня Машковсковская или Шмагины, где дворов 8 и жителей 63, в 1905 3 и 59, в 1926 15 и 93, в 1950 15 и 62. В 1989 оставался 21 житель. Настоящее название утвердилось с 1939 года. За последние годы деревня значительно выросла за счет индивидуального жилищного строительства, в рамках которого построено несколько десятков частных домов.

## Население
Постоянное население  составляло 13 человек (русские 92%) в 2002 году, 6 в 2010.